# Асен Ботев
Асен Ботев е български художник и скулптор.

## Биография
Роден е в 1956 година в София в семейство на минен инженер и дърворезбар от Разлог и акушер-гинеколожка от Банско. Завършва Художествената гимназия и Висшия институт за изобразително изкуство „Николай Павлович“ в София със специалност скулптура. В 1981 година Ботев прави първата постмодернистична инсталация в София - в градинката на „Кристал“. Специализирал хералдика три години при Любомир Прахов.
В 1990 година се установява в Париж, Франция. В 1994 година се мести в Лондон, Великобритания. Автор е на многобройни изложби в България и Европа. В 2003 година се завръща в България и се установява в Разлог.
Асен Ботев е автор на гербовете на повечето селища в родния си Разложки край - един от създателите е на герба на Разлог (1987), автор е на герба на Добринище, на гербовете на селата Бачево (черен кон и златният извор на Ръждавец на зелен щит с крепостна корона), Добърско (камбана и две птици в короната, символизиращи Добърската певческа школа), Баня (минерален извор, който се разбива в огромен фонтан и планина), Годлево (слънце), Горно Драглище (чешма с релефно изображение на лъв) и други. Автор е и на Почетния знак на Банско и на Почетния орден на град Варна.